# ریاست‌جمهوری بوسنی و هرزگوین
ریاست‌جمهوری بوسنی و هرزگوین هیئتی سه نفره است که مشترکاً با هم به عنوان رئیس کشور بوسنی و هرزگوین به فعالیت می‌پردازند.
طبق مادهٔ پنجم قانون اساسی بوسنی و هرزگوین، مقام ریاست‌جمهوری در این کشور متشکل از سه عضو است: یک بوسنیایی و یک کرووات از فدراسیون بوسنی و هرزگوین و یک صرب از جمهوری صرب بوسنی. این سه نفر با هم برای یک دورهٔ چهار ساله به عنوان رئیس‌جمهور کشور خدمت می‌کنند.
عضوی که حائز بیشترین رأی شده‌است، رئیس هیئت خواهد بود مگر آنکه در زمان برگزاری انتخابات متصدی همان منصب بوده باشد. مقام ریاست هیئت هر ۸ ماه یک‌بار بین سه عضو می‌چرخد تا مساوات رعایت گردد.

## اعضای کنونی
| اعضای هیئت ریاست‌جمهوری | اعضای هیئت ریاست‌جمهوری | اعضای هیئت ریاست‌جمهوری | زمان عضویت              | حزب  | نمایندهٔ   | دورهٔ ریاست                                              |
| ---------------------- | ---------------------- | ---------------------- | ----------------------- | ---- | --------- | ------------------------------------------------------- |
|                        | شفیق جعفروویچ          |                        | ۲۰ نوامبر ۲۰۱۸ 1st term | SDA  | بوسنیاک‌ها | ۲۰ مارس ۲۰۲۰ – ۲۰ نوامبر ۲۰۲۰                           |
|                        | ژلیکو کومشیچ           |                        | ۲۰ نوامبر ۲۰۱۸ 3rd term | DF   | کروات‌ها   | ۲۰ ژوئیه ۲۰۱۹ – ۲۰ مارس ۲۰۲۰                            |
|                        | میلوراد دودیک          |                        | ۲۰ نوامبر ۲۰۱۸ 1st term | SNSD | صرب‌ها     | ۲۰ نوامبر ۲۰۱۸ – ۲۰ ژوئیه ۲۰۱۹ ۲۰ نوامبر ۲۰۲۰ – present |